# Wu Yi

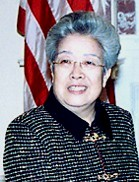
Wu Yi (April 2004)

Wu Yi (chinesisch 吳儀 / 吴仪, Pinyin Wú Yí; * November 1938 in Wuhan, Hubei) ist eine Politikerin in der Volksrepublik China und war die einzige Frau im dortigen Führungsgremium. Sie war von 2002 bis 2007 Mitglied des Politbüros der Kommunistischen Partei Chinas und nahm die 15. Position in der Hierarchie der Kommunistischen Partei Chinas ein.

## Biografie
Wu Yi ist von Beruf Ingenieurin und absolvierte ihr Studium an der Polytechnischen Akademie Nordwestchinas und am Erdölinstitut Peking. Sie war einen großen Teil ihrer Berufslaufbahn als Erdöltechnikerin tätig.
1981 wurde Wu Yi zur stellvertretenden Bürgermeisterin von Peking gewählt und behielt diesen Posten bis 1991 inne. Von 1991 bis 1998 war sie Vizeministerin und Ministerin für Außenhandel. Als Gefolgsfrau von Zhu Rongji wurde sie 1998 Staatsrätin und 2003 Vizepremier. Sie war an den Verhandlungen über den WTO-Beitritt der Volksrepublik China beteiligt und reorganisierte den chinesischen Zoll nach US-amerikanischen Klagen über Patentverletzungen.
Während der SARS-Krise trat Wu Yi an die Stelle des entlassenen Gesundheitsministers Zhang Wenkang.
Wu wurde vom Forbes Magazine in den Jahren 2004, 2005 und 2007 zur zweitmächtigsten und 2006 zur drittmächtigsten Frau der Welt gewählt.